# 水阁医院
水阁医院是一所坐落于天津市南开区北城街1256号的妇产专科医院，其前身为创建于1902年，在当时隶属于北洋海军医学院的北洋女医院。为近代中国最早的公立妇产科专科医院，曾被誉为“中国女医院之冠”。

## 历史
水阁医院始建于清光绪二十八年（1902年），创建之初曾名为“北洋女医院”，在当时隶属于北洋海军医学院，坐落于原天津老城东门外水阁大街。1908年7月，北洋女医院在袁世凯的资助下兴建长芦女医学堂，是为当时中国最早的高级护士学校。中华人民共和国成立后的1950年8月，北洋女医院改名为“天津市立妇幼保健院”，并成立小儿科和预防科，成为当时天津市最早的妇幼保健机构。1970年12月，因靠近水阁大街而更名为“天津市水阁医院”，坐落于当时的南开区水阁大街28号。2005年，因海河综合开发改造工程和古文化街地区整体改造，水阁医院暂时搬离原址并落户天拖医院和王顶堤医院。2009年年初，水阁医院新址在天津南开区老城厢北城街正式奠基。2011年，水阁医院新址正式投入使用。

## 名字
水阁医院之名来源于水阁大街，水阁大街原为连接天津老城里与海河的重要通道。由于天津老城里没有河渠，也没有甜水井，当时居民每日须出东门到海河去挑水或用独轮车运水。1763年，在大街的中段建造了一座过街楼阁，名“观音阁”，因这是在运水道路上建造的“阁”，俗称为“水阁”，而该街就被约定俗成地统称“水阁大街”了。“水阁医院”也由此派生得名。

## 医院设施
中华人民共和国成立之前，水阁医院主要科室设有妇产科、内科、外科、眼科和皮肤性病科门诊，辅助科室设有检验科、药房、X光室。当时妇产科位于水阁医院东南角的二层小楼中，该建筑主体为东西向，楼外为水阁大街。建筑内部设有水磨石地面，每层楼梯装饰有雕花铜条，建筑二楼西南角的一间屋内的水磨石地面中央装饰有红蓝两色水磨石拼成的阴阳八卦图。原建筑内还设有一部微型升降梯。日占天津期间，丁懋英院长为保护医院别设立了肺痨科门诊和病房。原水阁医院后院东北角设有爱德医师楼，该建筑坐北朝南，为一座规模较小的三层楼房，每层只设有两间居室，每间居室内都设有两个壁橱，室内地面铺有花瓷砖，建筑三楼顶上设有露台，露台北邻袜子胡同、天后宫，东靠宫南大街，天后宫广场，该楼原为医师宿舍，十九世纪八十年代后，该楼一层为制剂室，二层为护士宿舍，三层为医师宿舍。爱德医师楼西侧为原丽云护士楼紧靠，为一座东西向的一字形两层楼，建筑内设有木质地板，作护士宿舍用。目前，天津水阁医院大楼地上八层，地下一层，总建筑面积为6700平方米。病房基本为单人间和双人间并设有100张病床，此外，还设有几间不同风格的VIP房间，在医疗设施方面，水阁医院设有天津第三台四维彩超和内窥镜设备。医院一至三曾为门诊，门诊楼层中都设有共享空间，四层至七层为妇产科病房，每一层的风格和颜色都不尽相同。

## 逸事
水阁医院前身为创建于1902年的北洋女医院。1914年，由当时北洋女医院医学堂校长钟茂芳女士最先提出将英文中的“Nurse”一词翻译为“护士”。

## 相关名人
- 金韵梅：北洋女医学堂首任校长。
- 袁世凯：袁世凯出资创办水阁医院的前身天津北洋女医院，此后他又资助兴建医院附设女医学堂。
- 严范孙：1916年，严范孙曾接办天津北洋女医院并改名为“天津女医局”。
- 丁懋英：1922年9月起担任天津女医局局长。
- 张伯苓：1935年任水阁医院董事长，并于当年在基泰大楼设立分诊所。
- 冯巩：出生于水阁医院。
- 林菘：1950年起任天津市立妇幼保健院院长。[5]